# Przewijak
Przewijak – specjalny mebel, konstrukcja lub podkładka ułatwiająca zmianę pieluszki u dziecka. Zwykle ma kształt czworoboku z miękkim wsadem zabezpieczonym wodoszczelnym materiałem. Boki powierzchni roboczej, na której umieszcza się dziecko, są zwykle podwyższone, co ma na celu ochronę dziecka przed niekontrolowanymi zmianami położenia i upadkiem ze znacznej wysokości.
W zależności od budowy i modelu przewijak może być wyposażony w dodatkowe elementy, jak półki i szuflady na akcesoria do pielęgnacji dziecka, ubranka dziecięce czy wanienkę do kąpieli dziecka. Niektóre modele posiadają pasy, którymi przypina się dziecko w celu zabezpieczenia przed wypadnięciem z przewijaka. Ze względu na miejsce użytkowania można wyróżnić przewijaki do użytku w domach oraz przewijaki do miejsc użyteczności publicznej jak toalety publiczne, szpitale, przychodnie lekarskie.
Inne spotkane nazwy: stanowisko przewijania dzieci, przewijak niemowlęcy.

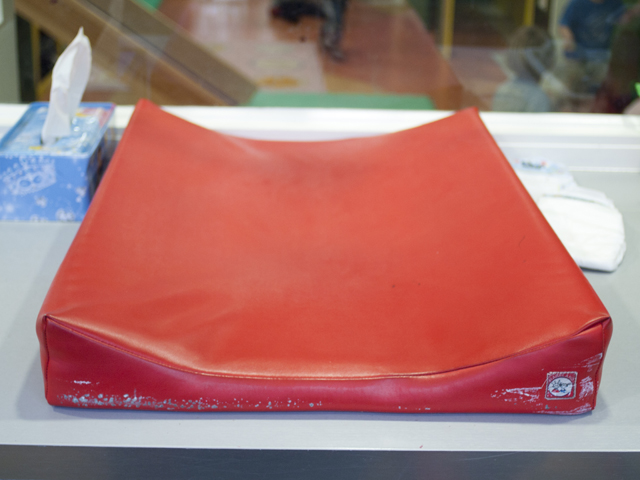
Przewijak usztywniony

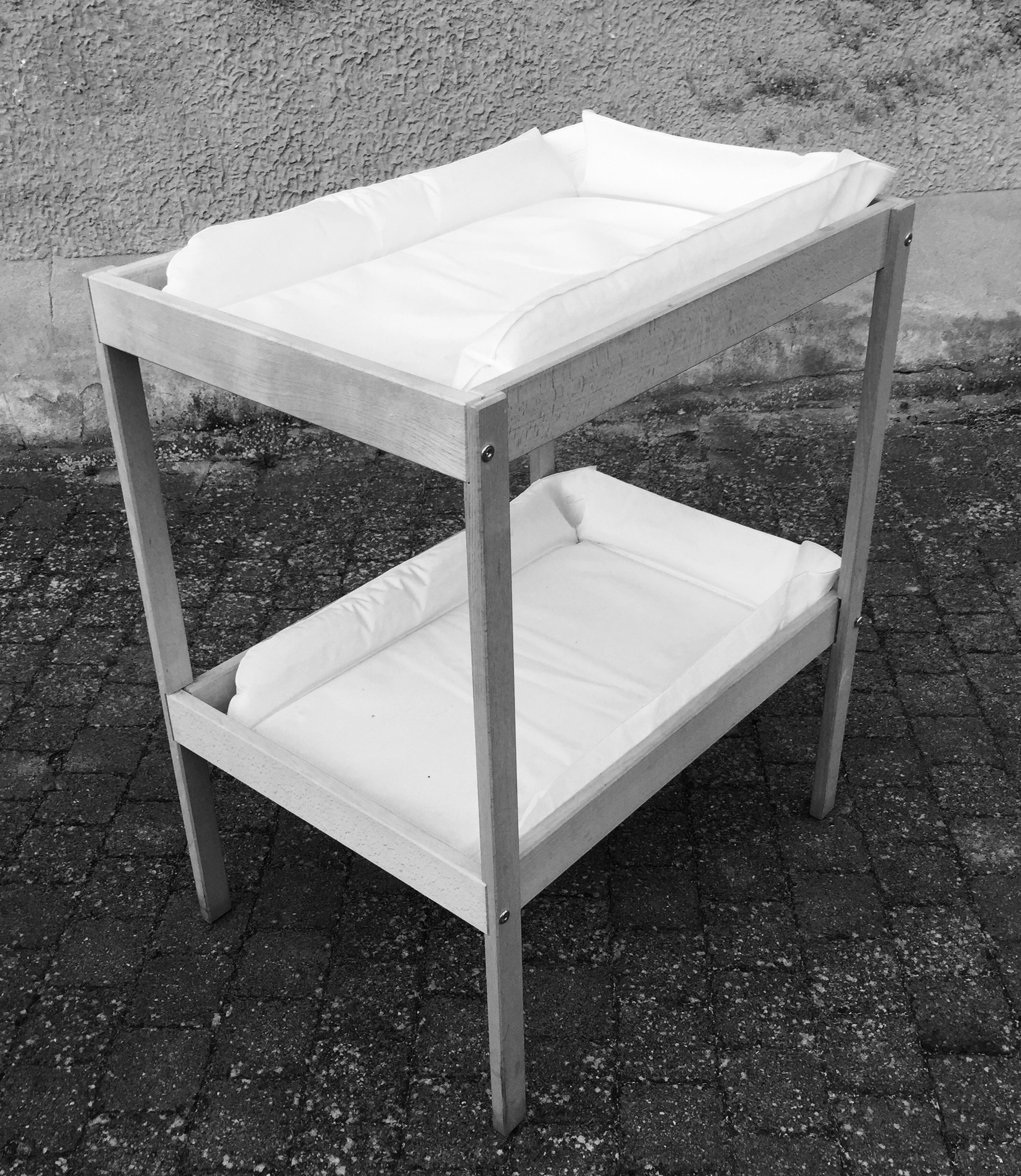
Przewijak wolnostojący

Oznaczenie toalet – przewijak

## Przewijaki dla niemowląt do użytku domowego
- przewijak miękki (inaczej: mata do przewijania) – stanowi podkładkę, którą można położyć na dowolnej powierzchni płaskiej w celu zmiany pieluszki dziecku. Ma funkcję zabezpieczającą przed zabrudzeniem i chroniącą dziecko przed twardymi powierzchniami. Można zabrać go z sobą na czas wyjścia z domu[6].
- przewijak usztywniony – miękka wyściółka umiejscowiona na twardej prostokątnej płycie z podwyższonymi bokami. Takie przewijaki zwykle dostosowane są do nakładania na łóżeczko dziecięce lub szafkę. Stosowane głównie w domu[7].
- przewijak ścienny – konstrukcja wykonana zwykle z drewna lub tworzywa, składana do ściany, co pozwala na zaoszczędzenie przestrzeni. W pozycji rozłożonej umożliwia przewinięcie dziecka na płaszczyźnie roboczej. Zwykle posiada półki na akcesoria dziecięce. Stosowany głównie w domu[8].
- przewijak wolnostojący (inaczej: stolik do przewijania niemowląt) – zwykle stanowi wierzchni element komody, regału lub stelaża. W dolnej części takiego mebla znajdują się zwykle szuflady lub półki na akcesoria dziecięce.

## Przewijaki dla niemowląt do użytku w obiektach użyteczności publicznej
Wykonywane z materiałów odpornych na akty wandalizmu, montowane w toaletach publicznych w celu ułatwienia opiekunom pielęgnacji dzieci, uwzględniając ich potrzeby fizjologiczne. Pozwala to tym samym na aktywne uczestniczenie w życiu społecznym.
- przewijak wolnostojący – z reguły jest to metalowy stelaż na akcesoria dla niemowląt, który w górnej części posiada miejsce do przewijania dziecka wykonane z materiałów zmywalnych. Opcjonalnie może posiadać także kółka, ułatwiające transportowanie go do innych pomieszczeń oraz półki i wieszaczki na akcesoria.
- przewijak ścienny – zwykle metalowa konstrukcja z miękką wyściółką osłoniętą wodoszczelnym materiałem lub konstrukcja z tworzywa sztucznego. Tego typu przewijaki najczęściej posiadają funkcję składania, która pozwala zaoszczędzić miejsce, gdy nie są używane. Montuje się je w toalecie publicznej lub pokoju do przewijania i karmienia dziecka, zwykle na ścianie, która nie jest używana i ma dość miejsca, by można było rozłożyć tam przewijak. Przewijaki ścienne mogą mieć różną orientację składania – wyróżnia się przewijaki poziome (składane równolegle, wzdłuż długiego ramienia) i przewijaki pionowe (składane pod kątem prostym, wzdłuż krótkiego ramienia). Niektóre modele są dodatkowo wyposażone we wbudowane dozowniki do chusteczek higienicznych, uchwyty do zawieszenia torby czy półki na akcesoria dziecięce[10][11].

## Przewijaki w przestrzeni publicznej
W Polsce przewijaki dla niemowląt w obiektach użyteczności publicznych stają się coraz popularniejsze. Nadal pojawiają się jednak głosy o ich braku. Na obecną chwilę nie ma regulacji prawnych w tym zakresie i montaż przewijaków niemowlęcych w toalecie ogólnodostępnej pozostaje do decyzji zarządcy budynku.
Po wielu głosach i dyskusjach społecznych w październiku 2016 r. prezydent USA Barack Obama podpisał ustawę nakazującą, aby w amerykańskich budynkach rządowych przewijaki stanowiły wyposażenie nie tylko toalet damskich, ale i męskich. Ma to na celu stworzenie komfortowych warunków pielęgnacyjnych ojcom opiekującym się małymi dziećmi poza domem.